# 朱鏡祺
朱鏡祺，香港資深編劇，現為無綫電視助理經理，曾在亞洲電視、壹電視及香港電視網絡任職編劇／編審，妻子為編審劉小群。1988年加入無綫電視當見習編劇，其後加入亞洲電視任職編劇。1994年在無綫電視開始擔任編審，2010年與張華標一同離開無綫，轉到台灣壹電視，再轉到香港電視網絡。2015年被邀請與劉彩雲一同回巢無綫電視，主力創作劇本。

## 創作風格
朱鏡祺擅長人物塑造，突破傳統框框，引起社會話題。《學警狙擊》、《烈火雄心》、《女人唔易做》、《隔世追兇》、《絕代商驕》、《真的漢子》、《警界線》及《不懂撒嬌的女人》角色細緻鮮明，收視口碑屢創佳績；「Laughing哥」更成為經典英雄人物，帶來社會極大迴響；2017年播出的《不懂撒嬌的女人》觀眾迴響甚大，更令王浩信有暖男之稱。

## 編審／編劇列表

### 電視劇（無綫電視）
- 1989年：《公私三文治》編劇
- 1990年：《回到未嫁時》編劇
- 1994年：《笑看風雲》編審+編劇（與鮑偉聰合作）
- 1995年：《新同居關係》編審+編劇
- 1996年：《天降財神》編審+編劇、《殭屍福星》編審+編劇（與黃育德合作）
- 1997年：《隱形怪傑》編審+編劇
- 1998年：《西遊記（貳）》編審（與張華標合作）、《烈火雄心》編審+編劇（與關頌玲合作）
- 1999年：《人龍傳說》編審
- 2000年：《京城教一》編審+編劇（與伍立光合作）、《新鮮人》編審+編劇（與曾謹昌合作）
- 2001年：《娛樂反斗星》編審（與周旭明、伍立光合作）、《美味情緣》編劇
- 2002年：《情事緝私檔案》編審+編劇（與伍立光合作）、《法網伊人》編審+編劇
- 2003年：《十萬噸情緣》編審、《謎情家族》編審+編劇、《非常外父》編審+編劇
- 2004年：《隔世追兇》編審+編劇
- 2005年：《驚艷一槍》編審、《老婆大人》編審、《人間蒸發》編審
- 2006年：《女人唔易做》編審（與劉彩雲合作）、《男人之苦》編審、《肥田囍事》編審
- 2007年：《歲月風雲》編審（與歐冠英、阮家棟、朱丹華、葉世康、蔡淑賢合作）、《律政新人王II》編審（與李綺華合作）
- 2008年：《當狗愛上貓》編審（與孫浩浩合作）
- 2009年：《學警狙擊》編審（與李綺華、梁恩東合作）、《絕代商驕》編審（與孫浩浩合作）
- 2010年：《女王辦公室》編審（與盧美雲、李綺華、陳金鈴合作）、《不速之約》編審（與李綺華合作）
- 2017年：《不懂撒嬌的女人》編審+編劇（與劉小群合作）
- 2019年：《鐵探》編審+編劇（與劉小群合作）
- 2021年：《刑偵日記》編審+編劇（與劉小群合作）
- 2022年：《下流上車族》編審+編劇（與劉小群合作）

### 電視劇（亞洲電視）
- 1990年：《我係Tuna Fi》
- 1990年：《富貴冤家》
- 1991年：《四驅橋聖》《天地無情》

### 電視劇（壹電視）
- 2011年：《真的漢子》

### 電視劇（香港電視網絡）
- 2014年：《警界線》創意總監

### 電影
- 1994年：《999誰是兇手》
- 2016年：《湄公河行動》